# Saurocetes
Saurocetes — вимерлий рід імовірних інієвих річкових дельфінів з Південної Америки. Описано два види: S. argentinus і S. gigas. Також було припущено, що Saurocetes є синонімом можливого платаніста Ischyrorhynchus.

## Опис
Залишки завроцетів фрагментарні, складаються з окремих зубів, ростральних фрагментів і фрагментів нижньої щелепи.

## Таксономія
Як правило, Saurocetes розглядається як член Iniidae, родини, представленої одним сучасним родом, Inia. Однак ще в 1926 році було зазначено, що таксономія Saurocetes є дуже нестабільною, навіть на рівні родини. Кілька зразків, віднесених до можливого роду платаністид Ischyrorhynchus, багато в чому нагадують Saurocetes, і можливо, що ці два роди є синонімами.